# Australia/New Zealand Cup w biegach narciarskich 2013
Sezon 2013 Australia/New Zealand Cup, który rozpoczął się 27 lipca w australijskim Falls Creek, a zakończył 18 sierpnia, w australijskim Perisher Valley.
Obrończynią tytułu wśród kobiet była Australijka Esther Bottomley, a wśród mężczyzn Australijczyk Callum Watson.

## Kalendarz i wyniki

### Kobiety
| Lp | Data             | Miejscowość     | Dystans              | 1. miejsce        | 2. miejsce         | 3. miejsce          |
| -- | ---------------- | --------------- | -------------------- | ----------------- | ------------------ | ------------------- |
| 1. | 27 lipca 2013    | Falls Creek     | sprint s. dowolnym   | Esther Bottomley  | Jessica Yeaton     | Chisa Obayashi      |
| 2. | 28 lipca 2013    | Falls Creek     | 5 km s. klasycznym   | Esther Bottomley  | Chisa Obayashi     | Jessica Yeaton      |
| 3. | 10 sierpnia 2013 | Snow Farm       | 10 km s. klasycznym  | Justyna Kowalczyk | Chisa Obayashi     | Michiko Kashiwabara |
| 4. | 11 sierpnia 2013 | Snow Farm       | 5 km s. dowolnym     | Justyna Kowalczyk | Anastasija Kuźmina | Michiko Kashiwabara |
| 5. | 15 sierpnia 2013 | Snow Farm       | sprint s. dowolnym   | Justyna Kowalczyk | Daria Gaiazova     | Anastasija Kuźmina  |
| 6. | 17 sierpnia 2013 | Perisher Valley | sprint s. klasycznym | Lauren Fritz      | Jessica Yeaton     | Chisa Obayashi      |
| 7. | 18 sierpnia 2013 | Perisher Valley | 5 km s. dowolnym     | Jessica Yeaton    | Lauren Fritz       | Anna Trnka          |

### Mężczyźni
| Lp | Data             | Miejscowość     | Dystans              | 1. miejsce        | 2. miejsce         | 3. miejsce         |
| -- | ---------------- | --------------- | -------------------- | ----------------- | ------------------ | ------------------ |
| 1. | 27 lipca 2013    | Falls Creek     | sprint s. dowolnym   | Victor Gustafsson | Phillip Bellingham | Callum Watson      |
| 2. | 28 lipca 2013    | Falls Creek     | 10 km s. klasycznym  | Callum Watson     | Victor Gustafsson  | Phillip Bellingham |
| 3. | 10 sierpnia 2013 | Snow Farm       | 15 km s. klasycznym  | Maciej Kreczmer   | Brian McKeever     | Erik Carleton      |
| 4. | 11 sierpnia 2013 | Snow Farm       | 10 km s. dowolnym    | Maciej Kreczmer   | Brian McKeever     | Aleksiej Pietuchow |
| 5. | 15 sierpnia 2013 | Snow Farm       | sprint s. dowolnym   | Andrew Newell     | Aleksiej Pietuchow | Devon Kershaw      |
| 6. | 17 sierpnia 2013 | Perisher Valley | sprint s. klasycznym | Victor Gustafsson | Callum Watson      | Phillip Bellingham |
| 6. | 18 sierpnia 2013 | Perisher Valley | 10 km s. dowolnym    | Victor Gustafsson | Alexei Almoukov    | Callum Watson      |

## Klasyfikacje
| Lp. | Zawodniczka         | Punkty |
| --- | ------------------- | ------ |
| 1.  | Chisa Obayashi      | 465    |
| 2.  | Jessica Yeaton      | 370    |
| 3.  | Justyna Kowalczyk   | 300    |
| 4.  | Lauren Fritz        | 260    |
| 5.  | Esther Bottomley    | 245    |
| 6.  | Anna Trnka          | 200    |
| 7.  | Aimee Watson        | 172    |
| 8.  | Michiko Kashiwabara | 165    |
| 9.  | Casey Wright        | 157    |
| 10. | Anastasija Kuźmina  | 140    |

| Lp. | Zawodnik           | Punkty |
| --- | ------------------ | ------ |
| 1.  | Victor Gustafsson  | 412    |
| 2.  | Callum Watson      | 345    |
| 3.  | Phillip Bellingham | 272    |
| 4.  | Maciej Kreczmer    | 240    |
| 5.  | Paul Kovacs        | 214    |
| 6.  | Alasdair Tutt      | 161    |
| 7.  | Brian McKeever     | 160    |
| 8.  | Nick Montgomery    | 154    |
| 8.  | Damon Morton       | 146    |
| 10. | Aleksiej Pietuchow | 140    |

## Wyniki Polaków

### Kobiety
| Zawodniczka       | Falls Creek 27.07 | Falls Creek 28.07 | Snow Farm 10.08 | Snow Farm 11.08 | Snow Farm 15.08 | Perisher Valley 17.07 | Perisher Valley 18.07 |
| ----------------- | ----------------- | ----------------- | --------------- | --------------- | --------------- | --------------------- | --------------------- |
| Justyna Kowalczyk | -                 | -                 | 1               | 1               | 1               | -                     | -                     |

### Mężczyźni
| Zawodnik        | Falls Creek 27.07 | Falls Creek 28.07 | Snow Farm 10.08 | Snow Farm 11.08 | Snow Farm 15.08 | Perisher Valley 17.07 | Perisher Valley 18.07 |
| --------------- | ----------------- | ----------------- | --------------- | --------------- | --------------- | --------------------- | --------------------- |
| Maciej Kreczmer | -                 | -                 | 1               | 1               | 6               | -                     | -                     |